# Strek (metselconstructie)
Een strek kan bij metselwerk duiden op twee verschillende betekenissen.

## Als term met betrekking tot muuropeningen

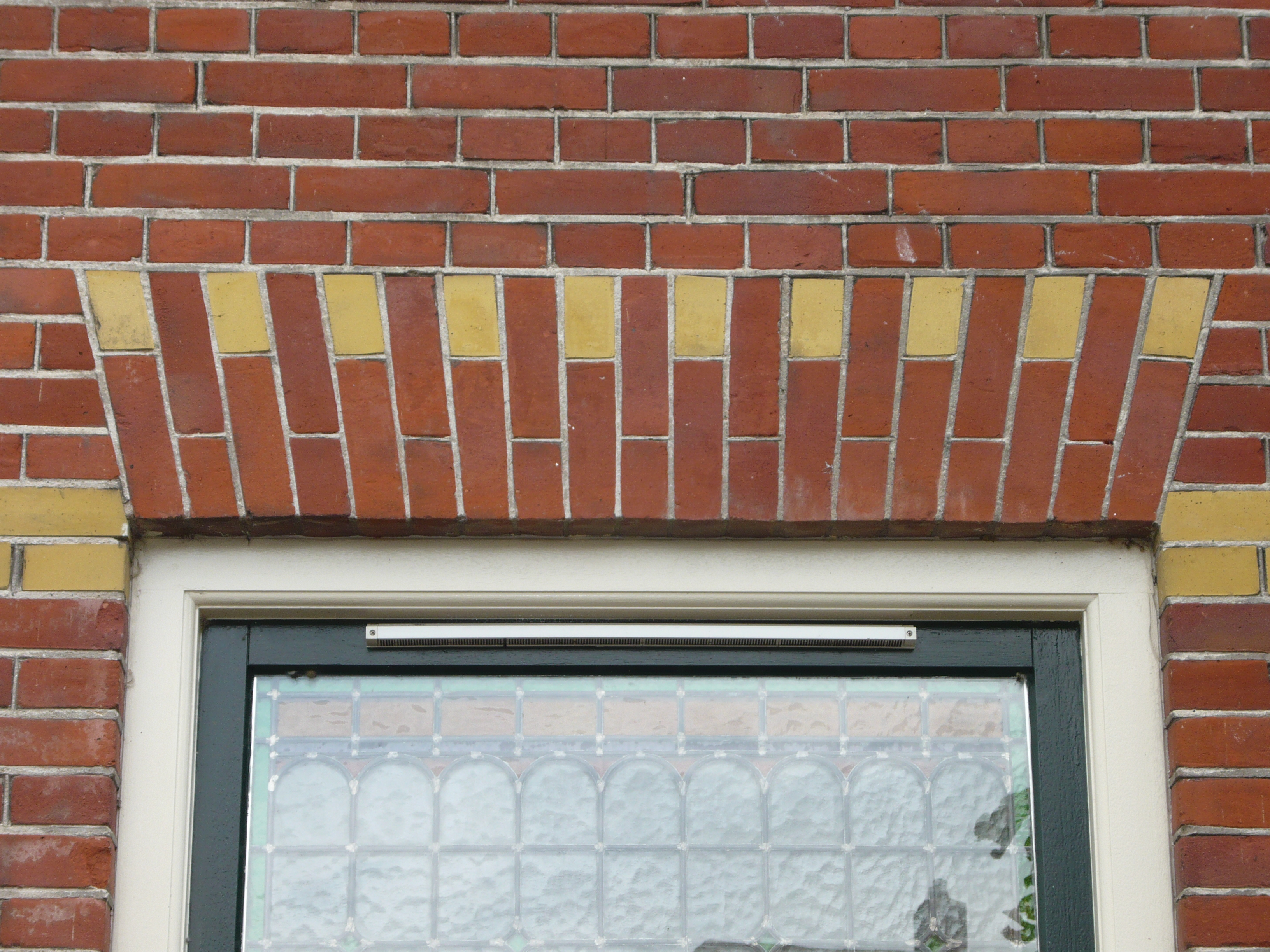
Boven het raam bevindt zich een strek

Een strek is een op een bepaalde manier uitgevoerd metselwerk dat gebruikt wordt om de muur- of wandopening van een raam of deur te overspannen. Omdat er te veel gewicht op het kozijn zou komen te rusten gebruikt men een stevige constructie ter ontlasting. Een van de mogelijkheden hiervoor is een metselwerk in de vorm van een trapezium dat aan de bovenzijde breder is dan aan de onderzijde. Een sterkere constructie is een hanenkam, terwijl een rollaag minder gewicht kan opvangen. Als de overspanning  te groot is voor een gemetselde constructie, wordt een latei of balk toegepast.
Wanneer een strek aan de onderzijde een gebogen vorm heeft wordt dat een getoogde strek genoemd.

## Als term met betrekking tot een baksteenzijde
Strek is ook de benaming voor de lange zijde van een baksteen zoals die wordt toegepast bij metselen in verband.